# 하레와 게

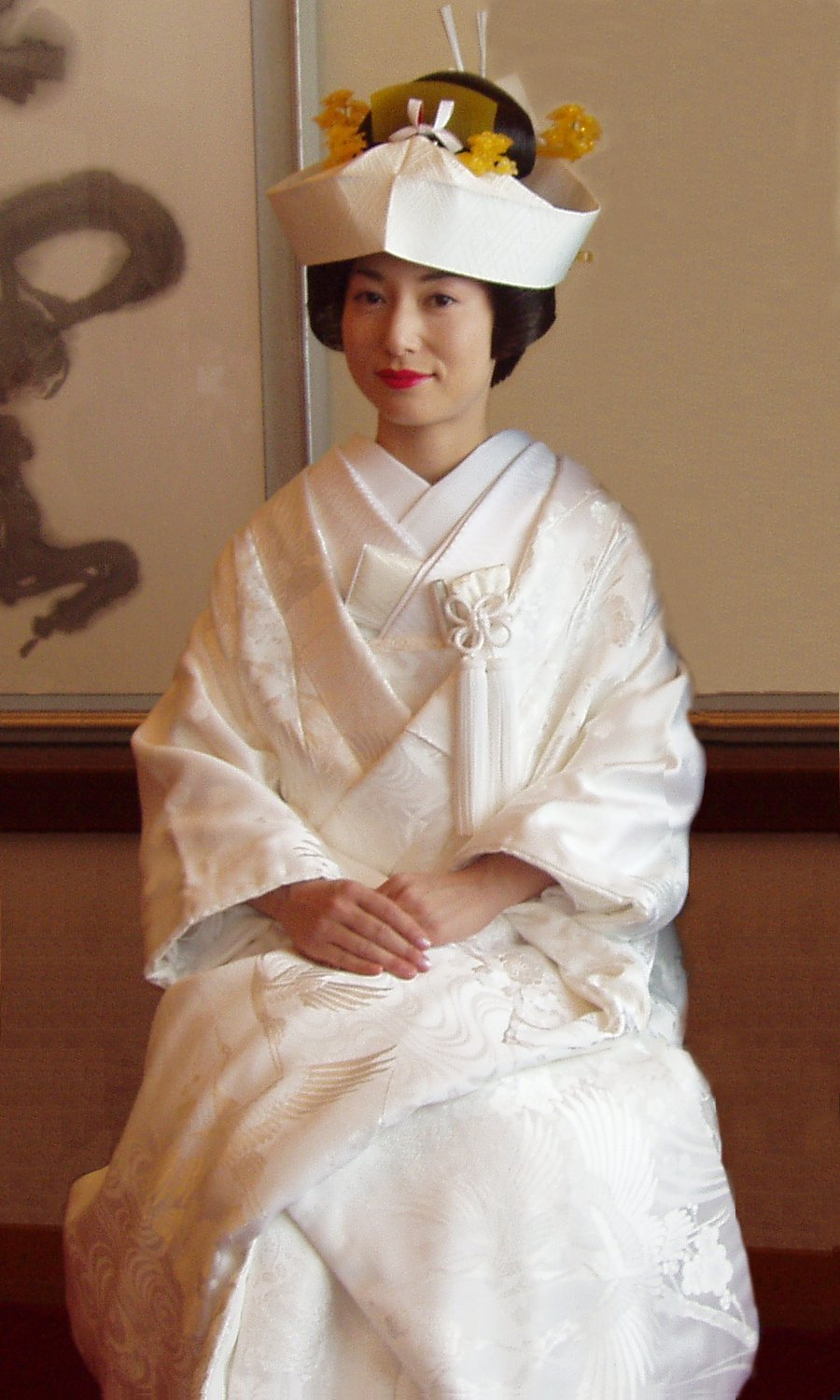
결혼식의 하레기(晴れ着)

하레와 게(일본어: ハレとケ)는 일본의 민속학자인 야나기타 구니오가 지적한 일본 사회의 전통적인 세계관의 일종으로, 시간론(時間論)을 수반한다.
민속학과 문화인류학에서 하레(일본어: ハレ・晴れ・霽れ)는 의식 및 제사, 연중 행사 등의 ‘비일상’을, 게(일본어: ケ・褻)는 평소의 생활, 즉 ‘일상’을 나타낸다.
하레의 자리에서는 의식주와 행동거지, 말씨 등을 게의 자리와 확연히 구별했다.

## 개요
원래 하레는 예절을 가리키는 개념이다. 하레의 어원은 일본어의 ‘晴れ’(맑음, 개임)이며, ‘하레의 무대’(일본어: 晴れの舞台 = 평생 단 한 번 있는 중요한 자리), ‘하레기’(일본어: 晴れ着 = 격조 있는 의례에서 착용하는 의복)와 같이 사용된다. 이에 반해 평소에 입는 옷을 ‘게기’(일본어: ケ着)라고 하였으나, 메이지 시대 이후에는 이 말이 쓰이지 않게 되었다.
1603년에 선교를 위해 일본을 방문한 예수회가 간행한 《일포사서》(日葡辭書)에서 ‘하레’는 Fare라고 표기되며, ‘표면화된 것, 혹은 사람들이 많이 모인 곳’이라고 설명된다. ‘게’는 Qe라고 표기되며, ‘평소의, 혹은 일상의 (것)’이라고 설명된다.
하레의 날에는 모찌, 세키한, 백미, 대가리와 꼬리가 붙은 생선, 사케를 먹었는데, 이들은 본래 일상적으로 먹는 음식이 아니었다. 때문에 이들을 담는 주바코(일본어: 重箱) 등의 그릇도 하레의 날 전용이었으며, 일상적으로는 쓰이지 않았다.
일본에서는 전후부터 고도경제성장을 거쳐 대중 소비 사회가 된 것을 계기로 화려한 물건, 맛있는 음식을 손쉽게 소비할 수 있게 되어, 하레와 게의 구별이 애매해졌다.

### 하레·게·게가레
하레와 게라는 개념 관계를 파악하는 관점은 야나기타 구니오가 근대화에 따른 민속의 변용을 지적하는 한 가지 논거로서, 하레와 게의 구별이 애매해지고 있음(예컨대 하레의 의례 시에만 차려졌던 특별한 음식이 일상적으로 차려지게 된 것 등)을 제시한 것이 시초이다. 야나기타는 몇 세대 전 사람들이 가졌던 하레와 게의 구별 방식을, 야나기타와 동시대의 사람들이 가진 하레와 게의 구별 방식과 비교하여, 이로부터 향후의 조류를 파악하려고 했다.
당초 하레와 게라는 관점은 그다지 주목을 받지 않았으나, 일본의 역사학자 와카모리 다로(和歌森太郎)가 착목한 이래 학계 내에서 널리 알려지게 되었다. 다만 민속학에서는 야나기타가 목표한 과거와 현재의 비교로부터 미래를 파악한다는 통시적 분석은 지향하지 않고, 오랫동안 하레와 게라는 이원론적 도식을 공리와 같이 간주한 민속 구조의 공시적인 분석에 경도되어, 오로지 ‘하레의 비일상 = 의례 및 제사’에 대해서 관심이 집중되었다.
1970년대에 들어서자, 구조주의의 영향을 다분히 받아, 하레와 게에 관한 새로운 논의가 발생하였다. 일본의 민속학자 이토 미키하루(伊藤幹治)를 시작으로 복수의 연구자로 구성된 심포지엄을 통해 논의는 절정에 달했다. 그 결과로, 하레와 게라는 관계에 새로 게가레(일본어: ケガレ・穢れ)라는 개념을 가미해야 한다는 의견과, 논자에 따라 하레, 게, 게가레(혹은 하레와 게)에 대한 관점이 다양하다는 사실이 확인되었다.
하레, 게, 게가레의 모델에는 일상 생활을 영위하기 위한 게의 에너지가 고갈되는 것이 게가레(일본어: 褻枯れ)이며, 게가레는 하레의 제사를 통해 회복된다고 주장하는 사쿠라이 도쿠타로(桜井徳太郎)의 순환 모델, 기존의 ‘성(聖)＝정(淨)’에 대한 편견에 대하여 ‘부정’(不淨)의 관념과 정화(일본어: 清め 기요메[*])・액막이(일본어: 祓い 하라이[*])・속죄(일본어: 贖い 아가나이[*]) 의식의 중요성을 주장하는 나미히라 에미코(波平恵美子)의 포크 모델, 게는 기(氣) = 영적 생명력이며 게가레(일본어: 気枯れ)에는 원래 부정관(不淨觀)이 수반되지 않았다고 하는 미야타 노보루(宮田登)의 설 등이 있다. 그러나, 연구자 간에 하레·게·게가레에 대한 인식의 격차는 현재도 해소되지 않았으며, 오늘날까지도 통일적인 정의를 내리지 못하였다.
한편, 적어도 중세까지의 자료 속에서 하레·게·게가레의 세 가지 개념이 연관되는 사례는 발견되지 않는다는 지적도 존재한다.

### 장례에 대하여
다양한 논쟁 가운데 장례를 하레로 볼 것인지 게가레로 볼 것인지 논란이 있다. 일반적인 통념에 의하면, 장례는 불행한 행사이며 결혼식 등의 축복과 구별하고 싶은 인식이 있으므로, 나미히라 에미코는 장례를 게가레로 명확히 규정하였다.
한편, 세가와 기요코(瀬川清子)를 비롯한 많은 민속학자는 죽은 자에게 올리는 고봉밥을 새색시에게 올린 민속 사례와, 장례에 세키한을 지었다고 생각되는 민속 사례, 하레기를 입고 상을 입은 민속 사례 등을 염두하여 ‘비일상’이라는 점에서 장례도 하레라고 보았다.

일본 신토에서는 소금이 게가레를 불제(祓除)하는 힘을 지닌다고 믿는다. 따라서 제단에 소금을 올리거나 신토 행사에서 사용하는 풍습이 있다. 또한 일본에서는 죽음을 게가레의 일종으로 보는 토착 신앙이 있다. 때문에 장례식 후에 소금을 뿌려서 몸을 정화하는 풍습이 있다. 이는 불교식 장례에서도 널리 실천되지만 불교에서 죽음은 게가레가 아닌 것으로 본다는 정토진종에서는 장례식 후에 소금을 사용하지 않는 종파도 있다.

## 성속 이원론과의 관련성
하레와 게는 사회학자 뒤르켐의 성속 이원론과의 유연성(類緣性), 즉 ‘하레 = 성(聖)’ 및 ‘게 = 속(俗)’라는 관계로 논의되는 경우도 있다. 그 중에서도 성스러운 시간과 속된 시간이라는 구분은 하레와 게라는 구분과 상통하는 부분이 있다. 그러나, 성과 속이라는 개념도 하레와 게와 마찬가지로 논자에 따라 정의가 다르며, 상호의 관계를 논할 때에는 개념 상의 주의를 요한다.

## 참고 문헌
- 야나기타 구니오 (1993). 《明治大正史 世相篇》 [메이지·다이쇼사 세상편] (일본어). 고단샤. ISBN 4061590820.
- 사쿠라이 도쿠타로 외 (1984). 《共同討議 ハレ・ケ・ケガレ》 [공동 토의 하레·게·게가레] (일본어). 세이도샤.
- 나미히라 에미코 (1984). 《ケガレの構造》 [게가레의 구조] (일본어). 세이도샤.
- 사쿠라이 도쿠타로 (1985). 《結衆の原点―共同体の崩壊と再生》 [결중의 원점―공동체의 붕괴와 재생] (일본어). 고분도. ISBN 4335570325.
- 시니타니 다카노리 (1987). 《ケガレからカミへ》 [게가레에서 신에게] (일본어). 모쿠지샤. ISBN 4839374384.
- 미야타 노보루 (1996). 《ケガレの民俗誌―差別の文化的要因》 [게가레의 민속지―차별의 문화적 요인] (일본어). 모쿠지샤. ISBN 4409540513.

## 같이 보기
- 셋쿠
- 오세치
- 형식주의
- 관혼상제